# Dekra
DEKRA est une entreprise multinationale fondée en 1925 à Berlin sous le nom « Deutscher Kraftfahrzeug-Überwachungs-Verein » (qui signifie « Association allemande d'inspection des véhicules à moteur »). Avec environ 45 000 employés et un chiffre d'affaires d'environ 3,1 milliards d'euros, DEKRA est la troisième entreprise mondiale d'inspection de véhicules et de systèmes techniques, et leader sur le marché européen.
Elle propose des prestations de services qui s'articulent autour de l'automobile, de l'industrie, de l'immobilier et de la gestion des ressources humaines : contrôle de véhicules automobiles et poids lourds, expertise, leasing full service, règlement international de sinistres, contrôle d'équipements industriels, certification et audits, expertise en matière d'environnement et de construction, expertise immobilière, formation initiale et continue, travail intérimaire et conseil.

## Histoire
La société DEKRA est fondée en 1925 à Berlin sous le nom de Deutscher Kraftfahrzeug-Überwachungs-Verein eV (Association allemande de contrôle des véhicules automobiles). Pendant la Seconde Guerre mondiale, aucun test n'a été effectué.
En 1946, les employés travaillent à nouveau mais le siège social se situe désormais à Stuttgart. En 1961, Dekra est officiellement reconnu comme un organisme de contrôle automobile. Dès la fin des années 1970, le réseau DEKRA s'étend aux garages. Le premier centre de formation DEKRA est ouvert en 1977 à Wart.
Les premiers contrôles de véhicules sont proposés en France en 1981.
En 1990, DEKRA AG est fondée et reprend les fonctions de l'association. Offrir des prestations de qualité était alors déjà une priorité pour l'entreprise. DEKRA ETS a été fondée en 1991 et est responsable des domaines de la sécurité technique, des essais de matériaux et de construction.
DEKRA Environnement est fondé en 1993, en collaboration avec la société de réassurance de Cologne. Depuis cette année-là, la coopération avec l'Europe de l'Est a été améliorée.
En 1995/1996, le groupe traverse une profonde restructuration et une nouvelle orientation.
En 2005, DEKRA étend son activité internationale de contrôle industriel avec l'acquisition du groupe français Norisko.
Le 13 juillet 2010, DEKRA AG a été rebaptisée « DEKRA SE » (Societas Europaea), devenant ainsi une société européenne.

## Siège social et administration à Stuttgart

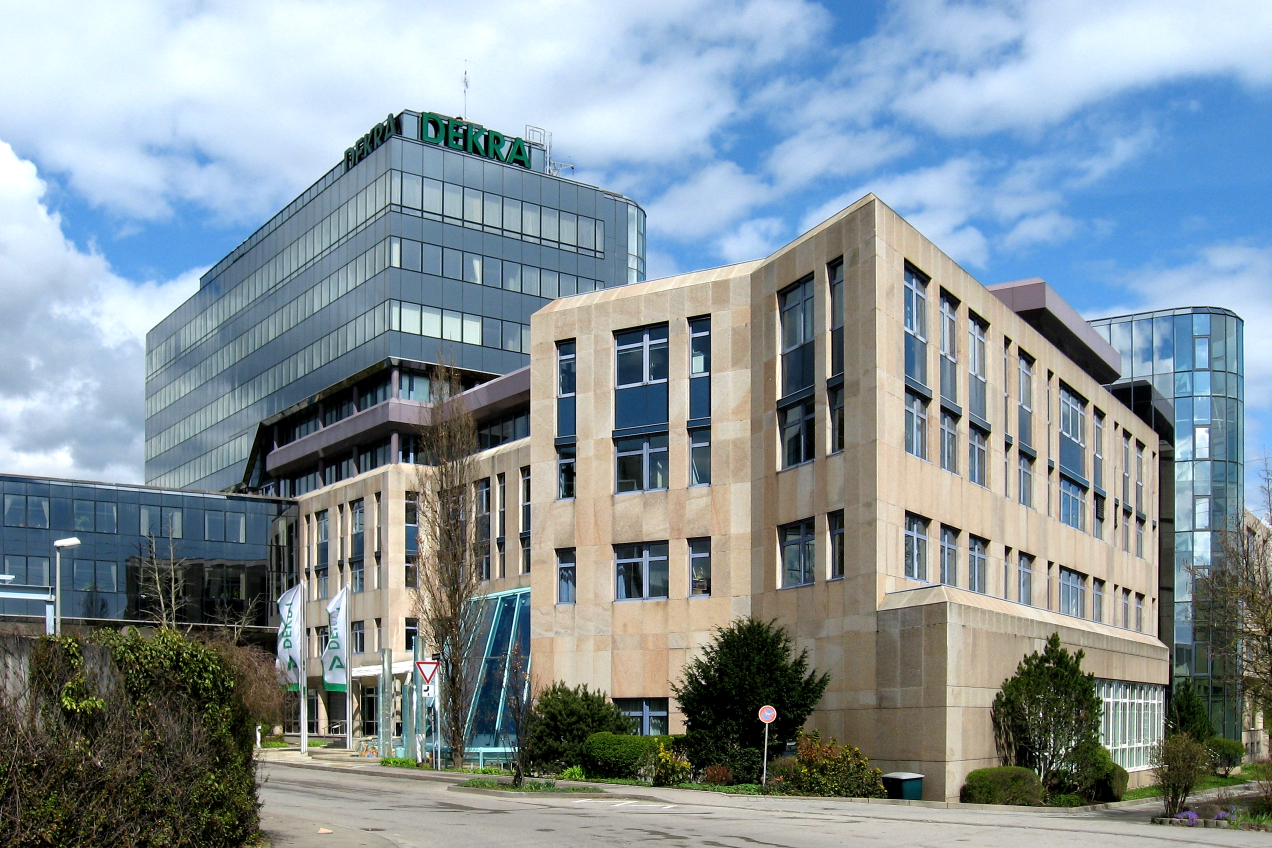
Le siège de DEKRA à Stuttgart

L'entreprise DEKRA fut fondée en 1925 à Berlin sous le nom de « Deutscher Kraftfahrzeug-Überwachungs-Verein e.V. » (Association allemande de contrôle des véhicules automobiles).
Avec plus de 45 000 employés et un chiffre d'affaires d'environ 3,1 milliards d'euros, DEKRA représente en 2014 la plus grande société de contrôle technique en Allemagne, fait partie des leaders mondiaux et tient la première place sur le marché européen. La multinationale se concentre sur le traitement des essais sur les véhicules à moteur et d'équipements techniques, mais offre également d'autres services.
Son siège social se situe à Stuttgart depuis 1946. L'activité opérationnelle est réalisée par DEKRA SE, qui est entièrement détenue par le groupe DEKRA e.V.

## Mission
Les principales activités de DEKRA comprennent l'inspection périodique des véhicules à moteur, les rapports d'expertise, les inspections de sécurité et les essais des installations électriques. Les autres services comprennent l'évaluation des dommages, les analyses d'accidents, les expertises techniques, les essais industriels, les formations, le travail temporaire, les remplacements de personnel, les certifications, la protection de l'environnement, les essais de matériaux, les tests de produits, les enquêtes de construction ainsi que le conseil.
À l'échelle nationale allemande, DEKRA possède 480 succursales et effectue des inspections automobiles régulières dans plus de 38 500 ateliers. L'autorité chargée de l'éducation et de la formation DEKRA Akademie est représentée sur plus de 150 emplacements. Elle est l'une des plus grandes sociétés de l'enseignement privé en Allemagne[réf. nécessaire].

## Structure du groupe
L'association DEKRA e.V. compte environ 25 000 membres. Ce sont principalement des sociétés possédant des parcs automobiles, telles que les entreprises de camionnage, qui sont gérées techniquement et économiquement par DEKRA. Par exemple, la formation du personnel pour entreprise est réalisée, entre autres, sur la sécurité du transport de marchandises dangereuses ou potentiellement dangereuses. DEKRA e.V. détient 100 % des actions de DEKRA SE. Cela agit comme un holding organisé dans les trois domaines d'activité et leurs divisions :
- DEKRA Automotive (contrôle de véhicules, expertise et gestion de véhicules d'occasion, conseil, crashs tests, régularisation des sinistres à l'échelle mondiale) ;
- DEKRA Industrial (contrôle d'équipements industriels, prestations dans le cadre des problématiques hygiène/sécurité/environnement, expertises immobilières et de matériaux de construction et de fabrication, certification de systèmes de management - de personnes - de produits) ;
- DEKRA Personnel (formation initiale, formation continue, travail intérimaire, prestations de gestion des ressources humaines).

La société compte plus de 230 filiales et sociétés affiliées et est active dans plus de cinquante pays.

## Chiffres clés
Au 31 décembre 2014, Dekra Groupe employait 35 021 personnes, 47 000 en 2021.
| Année | Chiffre d'affaires (en millions d'euros) |
| ----- | ---------------------------------------- |
| 2004  | 979                                      |
| 2005  | 1 178                                    |
| 2006  | 1 311                                    |
| 2007  | 1 439                                    |
| 2008  | 1 596                                    |
| 2009  | 1 710                                    |
| 2010  | 1 859                                    |
| 2011  | 2 006                                    |
| 2012  | 2 164                                    |
| 2013  | 2 311                                    |
| 2014  | 2 510                                    |
| 2015  | 2 720                                    |
| 2016  | 2 903                                    |
| 2017  | 4 600                                    |

## Sponsoring
DEKRA est un sponsor officiel de l'arbitre de football DFB depuis 2003. DEKRA a acquis une réputation mondiale entre les années 1991 et 1995, en tant que partenaire publicitaire exclusif du pilote automobile allemand de Formule 1 Michael Schumacher. Depuis 1989, DEKRA est à la fois partenaire technique et sponsor de la Deutsche Tourenwagen Masters. Depuis ses tout débuts en karting, DEKRA a sponsorisé le pilote allemand Nico Hülkenberg, également en Formule 1 depuis 2010.

## En France
DEKRA est présent en France à travers DEKRA Certification, DEKRA Industrial et DEKRA Automotive. Elle propose des services de proximité dans les domaines de la certification et de l'audit, du contrôle d'équipements industriels, des prestations construction et du contrôle technique de véhicules automobiles et de poids lourds et également dans les ressources humaines. DEKRA prévoyait de recruter 1 000 personnes en France en 2012.
L'entreprise DEKRA Industrial a réalisé en 2010 un chiffre d'affaires de 495 M€ et compte 5 900 employés.

## Publications
- Baromètre de la prévention des risques professionnels - édition 2011[4],[5],[6],[7],[8]
- Baromètre européen de la prévention des risques professionnels[9]